# Georg Dröscher
Scènes principales
Théâtre royal de Berlin
Georg Dröscher (né le 17 septembre 1854 à Puschkau, arrondissement de Schweidnitz Basse-Silésie, mort en 1945) est un acteur, directeur de théâtre, metteur en scène et écrivain allemand.

## Biographie
Dröscher, fils de directeur d’entreprise (et/ou d’agriculteur), va au gymnasium de Schweidnitz de 1865 à 1874, puis étudie quatre semestres le droit à Breslau et à Prague ; il arrête ses études pour son goût pour le théâtre. Il rejoint une troupe silésienne et monte pour la première fois sur scène dans le rôle de Knecht Conrad dans Die Lieder der Musikanten. Heinrich Oberländer (de) lui donne des cours.
Après plusieurs petits théâtres, il vient en 1876 à Görlitz, à Brême en 1879 puis à Hanovre en 1880, à Sigmaringen et à Mannheim. De 1885 à 1896, il est membre de la troupe du théâtre de la cour d'Oldenbourg, où il exerce également les fonctions de metteur en scène et de directeur artistique. Lors de son départ, le grand-duc Pierre II distingue Dröscher comme membre d'honneur du théâtre.
Il se rend ensuite à Berlin, où il rejoint l'ensemble du Berliner Theater. En 1896, il est engagé par Ludwig Barnay (de) dans le théâtre de la Charlottenstraße en tant que directeur principal. Il dirige le Belle-Alliance-Theater (de), du 1er novembre 1897 au 26 janvier 1899. Le 30 avril 1899, il se présente pour la dernière fois en tant qu'interprète au Belle-Alliance-Theater.
En 1899, il reçoit une proposition de Bolko von Hochberg, intendant général de l'ensemble du théâtre royal de Berlin, en tant que directeur principal de l'opéra et dramaturge du théâtre royal de Berlin (opéra Unter den Linden). Ce théâtre le satisfait financièrement et non artistiquement. Il refuse l'opéra de Leipzig malgré l'opportunité et reste à Berlin pour des raisons purement financières, car il s'est adapté aux conditions artistiques de Berlin. Après le départ de Barnay en 1908, il devient aussi directeur artistique par intérim du Schauspielhaus (branche du théâtre parlé).
En novembre 1915, le contrat de Dröscher est rompu à la demande du nouveau directeur général Georg von Hülsen-Haeseler jusqu'en 1917, car il souhaite avoir un jeune homme à la direction (Dröscher a alors 62 ans). Il reçoit une pension de 4 900 marks, que le ministre responsable ramène à 4 800 marks, avec l'obligation simultanée de justifier d'une activité professionnelle. Malgré ce licenciement, il continue à travailler pour le théâtre royal. Parallèlement, il rédige une thèse sur les comédies de Gustav Freytag et obtient son doctorat en 1918/19 à l'Université de Berlin.
À la suite de la révolution allemande de 1918, lorsque les théâtres royaux deviennent des théâtres d'État, il est élu directeur artistique aux côtés de Richard Strauss le 19 novembre 1918, mais est licencié sept mois plus tard avec la nomination de Max von Schillings, un ami personnel de Strauss.
En 1919, il est privé de son statut de fonctionnaire et sa pension due à un contrat de droit privé s'arrête fin 1924. Comme il se trouve dans une situation financière menaçante, une activité lui est proposée à partir de mars 1923 dans la bibliothèque du théâtre et dans les archives. C'est à partir de ces collections que Dröscher crée en 1929 le musée du théâtre de Berlin, qu'il dirige par la suite. Il travaille quatre heures par jour jusqu'en 1937.

## Œuvres
- Aus zweiter Ehe! (1884)
- Der Roland von Berlin, opéra de Ruggero Leoncavallo : traduction et adaptation de l'italien (1904)[1]
- Der Satansweg, opéra comique, musique de François-Adrien Boieldieu : traduction et adaptation du français (1913)
- Gustav Freytag in seinen Lustspielen (1919)
- Der Schinkelbau (1921)